# گئورگ فن کانیتز
کنت فن کانیتز (سپتامبر ۱۸۴۲ - ژانویه ۱۹۲۲) نظامی آلمانی و وابسته نظامی آلمان در تهران در زمان جنگ اول جهانی بود.

## کودکی و نوجوانی
فرزند امیل کارل فردیناند گراف فون کانیتز (۱۸۰۷–۱۸۷۷) و شارلوت فون سیدو (۱۸۲۰–۱۸۶۸) بود.
برادر بزرگتر او، هانس گراف فون کانیتز، عضو مجلس نمایندگان پروس و برادر کوچکتر او، الکساندر کارل ریچارد گراف فون کانیتز، که از سال ۱۹۱۱ تا ۱۹۱۸ عضو مجلس اعیان پروس بود. وی در دانشگاه برلین و دانشگاه هایدلبرگ که در آن عضو سپاه ساکسو-بروسیا بود، در رشته حقوق تحصیل کرد.

## زندگی کاری
ستوان در هنگ یکم گارد اژدها و سپس در Zieten Hussars بود.
در جنگ‌های ۱۸۶۶ و ۱۸۷۰ تا ۱۸۷۱ شرکت داشت و سپس از نبرد بازنشسته شد.
وی از ۲۷ دسامبر ۱۸۶۶ به عنوان دستیار اردو نزد ژنرال شاهزاده فردریش کارل پروس خدمت کرد.
از ۲۲ آوریل ۱۸۷۰ تا زمان مرگ شاهزاده فردریش کارل در سال ۱۸۸۵، فون کانیتز مارشال دربار وی بود.
سپس به عنوان مارشال دربار پسرش شاهزاده فردریش لئوپولد پروسی خدمت کرد.
در ۱۹ مارس ۱۸۸۶، او به عنوان رئیس تشریفات منصوب شد و تا ۱۲ ژوئن ۱۸۸۹ مشغول خدمت شد و از آنجا مرخص شد.
کنت فون کانیتز در دربار سلطنتی امپراتور آلمان و پادشاه پروس ویلهلم دوم معاون عالی و معاون تشریفات بود.
از سال ۱۸۹۳ تا استعفا در ۱۴ مارس ۱۸۹۴، عضو حزب محافظه کار آلمان در رایشتاگ آلمان برای مناطق Schlochau , Flatow و Marienwerder بود.
کنت فون کانیتز در حالی که به عنوان وابسته نظامی در سفارت امپراتوری آلمان در تهران در طول جنگ جهانی اول خدمت می‌کرد، مشغول جمع کردن واحدهای طرفدار آلمان برای جنگ در خاورمیانه بود.
در سال ۱۹۱۶ در شهر کنگاور فرمانده نیرویی بود که نزدیک بود با نیروهای روس تحت فرماندهی ژنرال نیکولای باراتوف روبرو گردد.
قبل از اینکه وارد درگیری با نیروهای روسی در کنگاور شود از مرکز توسط کلنل بپ فرمان بازگشت به وی ارسال گردید.
در ۱۶ ژانویه ۱۹۱۶ فن کانیتز پس از اینکه در قریه قرانکنلو میانه کنگاور نامه ای به کلنل بپ و نامه دومی به دکتر ایلبرگ رئیس هلال احمر مبنی بر تصمیم بر خودکشی خود ارسال می‌کند ناپدید می‌گردد.